# Francisco Bernis Carrasco
Francisco Bernis Carrasco (Sevilla, 9 de septiembre de 1877-Bayona, 22 de agosto de 1933) fue un economista español.

## Biografía
Era hijo de Francisco Bernis Pérez Llanos, "empleado y propietario", y Elisa Carrasco y Rojas. Terminó el bachillerato en Sevilla en 1892 y estudió posteriormente Derecho en esta misma ciudad con premio extraordinario. Posteriormente obtiene el doctorado en Derecho en la Universidad Central de Madrid, con una tesis sobre El concepto de economía política. Amplió sus estudios con Francisco Giner de los Ríos con quien llegó a tener una gran amistad. Entre 1903 y 1904 estuvo becado en Berlín. En mayo de 1905, volvió a Alemania gracias a otra beca. También viajó a Inglaterra y Estados Unidos. En Inglaterra estableció una buena relación con Francis Ysidro Edgeworth profesor de economía política en la Universidad de Oxford.

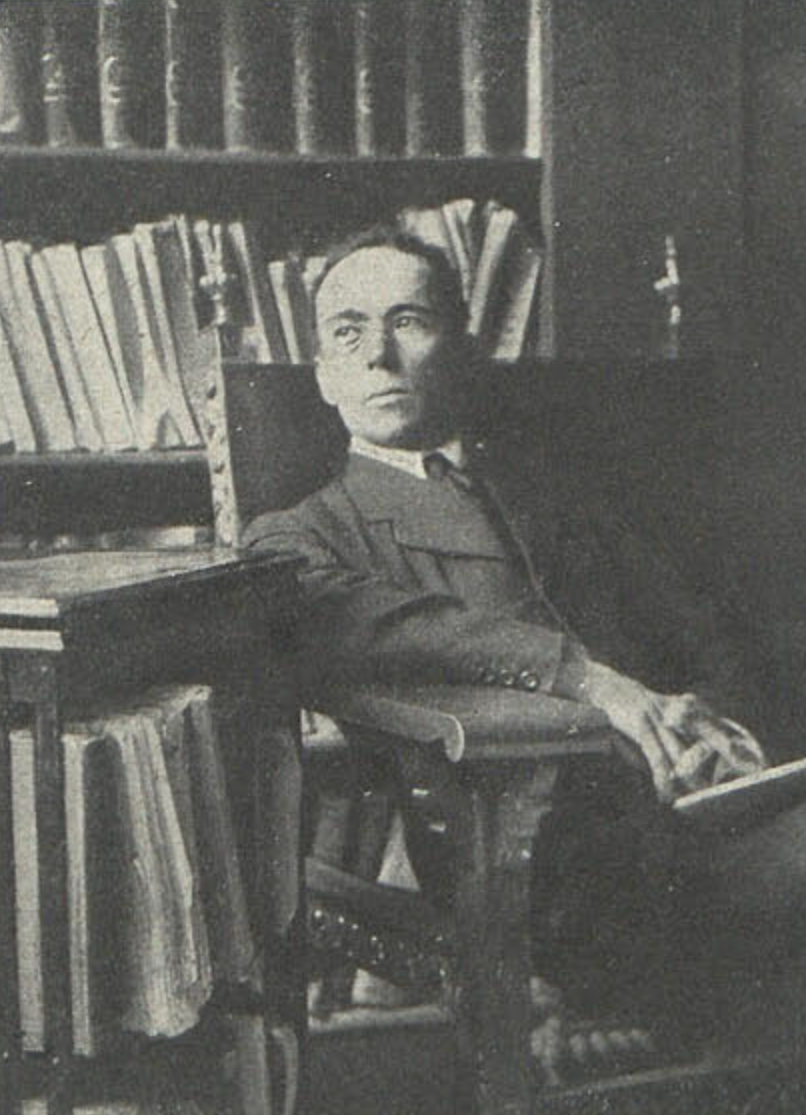
Francisco Bernis hacia 1923

En 1906, obtuvo la cátedra de Economía política y Hacienda Pública de la Universidad de Santiago de Compostela, aunque casi inmediatamente obtuvo traslado a la de Salamanca. Allí contrajo matrimonio con Rosa Madrazo con la que tuvo cuatro hijos. Uno de sus hijos Francisco Bernis Madrazo, biólogo y ornitólogo, fue uno de los pioneros en la conservación del espacio natural de Doñana. Otra hija, Carmen, fue una importante investigadora sobre la indumentaria. En Salamanca además de la actividad docente e investigadora, participa en numerosas instituciones culturales y económicas de esta ciudad.
En 1922, pidió la excedencia de la Universidad y marcha a Madrid para colaborar en la preparación de la Ley de Ordenación Bancaria y más tarde fue nombrado Secretario General del Consejo Superior Bancario. También asesoró a distintas instituciones públicas y en diversas misiones oficiales internacionales. En 1933 solicitó el reingreso en la Universidad. Falleció en Bayona, donde se había retirado para descansar después de participar en la redacción del informe sobre el proyecto del Banco Nacional Agrario.

## Principales obras
- Relaciones aduaneras entre España y Portugal, Salamanca, Imprenta y Librería de Francisco Núñez, 1910.
- El problema de las subsistencias. Acción del estado para obtener su abaratamiento en beneficio de las clases poco acomodadas, Madrid, Allende, 1911.
- Carlos Marx, Biblioteca Socialista de la Escuela Nueva, Madrid, Imprenta de Felipe Peña Cruz, 1912.
- Datos necesarios á los agricultores para orientar la producción, Madrid, Ministerio de Fomento, 1913.
- Contribución al estudio de nuestros problemas ferroviarios. Las tarifas de los ferrocarriles españoles. Trabajos publicados en la Revista Estudio, Societat d’Estudis Econòmics, Barcelona, Tip. La Académica, 1915.
- La Hacienda española: los impuestos, cómo son en España, cómo son en otras haciendas, cómo deben ser en la nuestra (dedicada a Giner de los Ríos), Biblioteca de Cultura Moderna y Contemporánea, Barcelona, Editorial Minerva, s.a. (¿1916-1919?). Hay edición moderna en Madrid, Fundación Fondo para la Investigación Económica y Social de la Confederación Española de Cajas de Ahorros, 1988.
- Fomento de las exportaciones, Biblioteca de Cultura Moderna y Contemporánea, Barcelona, Editorial Minerva, s.a. (¿1917?) (reseña de J. Deleito y Piñuela en La Lectura. Revista de Ciencias y de Artes, año XX, tomo segundo, Madrid, Tipografía de La Lectura, 1920, pp. 278-279).
- El Banco de España y la economía nacional, s.l., Mercurio, s.a. (¿1921?) (reseña de Pascual Santacruz en Nuestro Tiempo. Ciencias y Artes, Política y Hacienda, año XXIII, núm. 278, Madrid, febrero de 1922, pp. 228-230).
- Consecuencias económicas de la guerra: las teorías y la enseñanza de los hechos desde 1914 respecto a: I. El ciclo económico, II. Producción, distribución, renta y consumo, III. Los precios, IV. Dinero y bancos, Junta para Ampliación de Estudios e Investigaciones Científicas, Madrid, Imprenta de Estanislao Maestre, 1923.
- La capacidad de desarrollo de la economía española. Versión castellana de la Conferencia leída en Roma el 26-II-25, Madrid, Cosano, 1925.
- Prólogo a Segismundo Ruiz, Cuestiones de Derecho Marítimo y sobre la ley de suspensión de pagos, Bilbao, Imprenta de Emeterio Verde, 1926.
- Prólogo a Marcelino Arana, Nuevos métodos de cultivo en secano. El cultivo continuo, Madrid, Imprenta de Ramona Velasco, s.a. (1926).